# Gare de Toyosaka
La gare de Toyosaka (豊栄駅, Toyosaka-eki) est une gare ferroviaire de la ville de Niigata, dans la préfecture éponyme au Japon. Elle est exploitée par la compagnie JR East.

## Situation ferroviaire
Toyosaka est située au point kilométrique (PK) 15,0 de la ligne Hakushin.

## Histoire
La gare a ouvert le 23 décembre 1952 sous le nom de gare de Kuzutsuka. Elle prend son nom actuel en 1976.

## Service des voyageurs

### Accueil
La gare dispose d'un bâtiment voyageurs, avec guichets, ouvert tous les jours.

### Desserte
- Ligne Hakushin :
  - voies 1 à 3 : direction Shibata ou Niigata